# Antonio Marcos de Souza
Antonio Marcos de Souza da Silva (1977) es un deportista brasileño que compitió en triatlón. Ganó una medalla de bronce en el Campeonato Panamericano de Triatlón de 2006.

## Palmarés internacional
| Campeonato Panamericano | Campeonato Panamericano | Campeonato Panamericano | Campeonato Panamericano |
| Año                     | Lugar                   | Medalla                 | Prueba                  |
| ----------------------- | ----------------------- | ----------------------- | ----------------------- |
| 2006                    | Brasilia (Brasil)       | Medalla de bronce       | Individual              |